# Erdenebulgan (Khövsgöl)
Cet article possède un paronyme, voir Bulgan.
Erdenebulgan (mongol en écriture cyrillique : Эрдэнэбулган сум) est un Sum (district) de Mongolie dans la province de Khövsgöl.